# Chlorocebus tantalus
Chlorocebus tantalus är en primat i släktet gröna markattor som förekommer i centrala Afrika.
Denna markattartade apa räknades tidigare som underart till Chlorocebus aethiops och godkänns nu oftast som självständig art. Chlorocebus tantalus delas själv i tre underarter.
- C. t. tantalus
- C. t. budgetti
- C. t. marrensis

## Utseende
Med en kroppslängd (huvud och bål) av 45 till 56 cm, en svanslängd av 45 till 72 cm och en vikt mellan 5,5 och 9 kg är arten störst i släktet. Pälsen har på ryggen en grågrön färg, ibland med gul skugga, och undersidan är vitaktig. Ovanpå det nästan nakna ansiktet med svartaktig hud finns ett vitt band. Extremiteterna är gråa och liksom hos flera andra gröna markattor har hannar en blå scrotum.

## Utbredning, ekologi och status
Artens utbredningsområde sträcker sig från östra Mali, centrala Burkina Faso och östra Ghana till södra Sudan, centrala Sydsudan, västra Kenya och norra Rwanda. I bergstrakter når djuret 1900 meter över havet. Habitatet utgörs av savanner, mindre öppna trädansamlingar eller skogar med många gläntor. Chlorocebus tantalus vistas gärna nära vattendrag.

## Ekologi
Denna apa äter olika växtdelar som frukter, frön, naturgummi, bark och unga växtskott som kompletteras med några insekter och fågelägg. Arten går vanligen på marken och den uppsöker träd när den upptäcker en frigående hund eller ett annat rovdjur. Dessutom vilar flocken under natten i träd.
Flera vuxna hannar och honor bildar tillsammans med sina ungar flockar med 11 till 76 medlemmar. Inom flocken upprättas en hierarki och reviret är 12 till 103 hektar stort.
Honor fortplantar sig varje eller vartannat år. Ungarna föds oftast när tillgången till föda är störst. Ungen diar sin mor cirka ett år till nästan två år. Cirka fyra till fem år efter födelsen kan individen få egna ungar.

## Status
Beståndet är inte hotad och därför listas arten av IUCN som livskraftig (LC).